# 克拉西利夫卡 (伊萬基夫區)
51°6′54″N 29°51′53″E / 51.11500°N 29.86472°E
克拉西利夫卡（烏克蘭語：Красилівка）是位於烏克蘭北部的村莊，由基辅州维什霍罗德区的伊萬基夫市鎮負責管轄。該村面積1.1平方公里，海拔高度122米，2001年人口134，人口密度每平方公里121.8人。